# اکادوانهالی
اکادوانهالی (به انگلیسی: Akkadevanahalli) یک منطقهٔ مسکونی در هند است که در کارناتاکا واقع شده‌است.